# صفحه آمریکای شمالی

صفحه آمریکای شمالی در رنگ قهوه‌ای

صفحهٔ آمریکای شمالی صفحه‌ای زمین‌ساختی است که بیشتر آمریکای شمالی، گرینلند، کوبا، باهاماس و بخش‌هایی از ایسلند، سیبری و ژاپن را می‌پوشاند. این صفحه از خاور به شیار میانی اقیانوس اطلس و از باختر به رشته‌کوه چرسکی در سیبری محدود می‌شود. صفحه آمریکای شمالی تا حدی توسط صفحه اوراسیا در بر گرفته شده‌است.